# Eppenberg (Gemeinde Albrechtsberg)
Eppenberg ist eine Ortschaft und eine Katastralgemeinde der Gemeinde Albrechtsberg an der Großen Krems im Bezirk Krems-Land in Niederösterreich. Die Ortschaft hat 84 Einwohner (Stand 1. Jänner 2024).

## Geografie
Das Dorf liegt südlich der Großen Krems hinter einer Anhöhe über dem Tal. Vom Ort führen zwei Straßen über die Große Krems auf die andere Seite des Tales, die eine nach Engelschalks und die andere nach Ladings. Eine weiter Straße führt nach Attenreith im Süden.

## Geschichte
Um 1141 wird ein Adalram de Eppinberge erstmals genannt, als Markgraf Leopold IV. einen Bestätigungsbrief an das Stift Klosterneuburg ausstellte. In der zweiten Hälfte des 13. Jahrhunderts hatte Otto den Piber die Herrschaft inne, der es 1293 dem Passauer Bischof Bernhard von Prambach für das neu gegründete Kloster Engelszell überließ, das bereits in Krems mit einem Hof begütert war.
Der Ort war damals nach Obermeisling eingepfarrt und kam später zur Pfarre Albrechtsberg. Das Kloster Engelszell ließ einen Wirtschaftshof errichten, musste den Ort aber bald verpfänden, bis nach mehreren Besitzerwechseln im Jahr 1695 Pater Bernhard Weinberger sein Privatvermögen einsetzte, um die Schulden des Klosters einzulösen und  fortan selbst den Gutshof bewirtschaftete.
Später übernahm das Stift Göttweig die Herrschaft und 1768 erwarb Josef Johann Graf von Herberstein den Ort. Nach weiteren Wechseln war es zuletzt bei der Herrschaft Brunn am Walde.
Laut Adressbuch von Österreich waren im Jahr 1938 in Eppenberg ein Holzhändler, das Sägewerk der Sägegenossenschaft Eppenberg, ein Schneider, ein Schuster, ein Viktualienhändler, ein Zementwarenerzeuger und ein Landwirt mit Ab-Hof-Verkauf ansässig.

## Bauwerke
- Herrschaftshof, ein zweigeschoßiger Bau mit einem Walmdach, stammt aus dem 17. Jahrhundert